# الیکایی پشه‌گیر طوقی
الیکایی پشه‌گیر طوقی (نام علمی: Microbates collaris) نام یک گونه از سرده ریزگام‌ها است.